# Teluk (Secanggang)
Teluk is een bestuurslaag in het regentschap Langkat van de provincie Noord-Sumatra, Indonesië. Teluk telt 4770 inwoners (volkstelling 2010).